# Ostbüren
Ostbüren è una frazione del comune di Fröndenberg/Ruhr, nel land della Renania Settentrionale-Vestfalia, in Germania.
Già comune autonomo, fu incorporato a Fröndenberg/Ruhr il 1º gennaio 1968.
| Controllo di autorità | VIAF (EN) 241862001 · GND (DE) 1132270685 |